# 조림 (패목왕)
패목왕 조림(沛穆王 曹林, ? ~ 256년)은 중국 삼국 시대 조위의 제후왕으로, 자는 계표(季豹)이다. 무제와 두씨(杜氏)의 아들이다.

## 생애
아버지에게서 건안 16년(211년)에 효양후에 봉해졌고, 22년(217년)에는 봉국이 초로 옮겨졌다.
이복형 문제에게서 황초 2년(221년)에 공으로, 이듬해에 왕으로 승진을 받았다.이후 견성, 패로 봉읍이 옮겨져 패왕(沛王)이 되었다.
정원 3년(256년)에 죽으니 시호를 목(穆)이라 하였고, 아들 조위가 뒤를 이었다. 다른 아들 조찬은 일찍 죽은 아저씨 조현의 뒤를 이었으나, 아들 없이 요절하였다. 또 다른 아들로 조찬의 아우 조일이 조현의 뒤를 이었다. 혜씨보(嵇氏譜)에 따르면, 혜강의 아내가 패목왕의 손녀라 한다.

## 출전
- 진수, 《삼국지》 권4 삼소제기·권20 무문세왕공전

## 같이 보기
- 삼국지 인물 목록

## 가족 관계
- 무제 조조 (아버지)
- 두부인(杜夫人) (어머니)
  - 패목왕 조림
    - 패왕 조위 (아들)
    - 서양애후 조찬 (아들)
    - 제양도공 조일 (아들)

  - 중산공왕 조곤 (아우)
  - 금향공주 (아우)

| 선대 (첫 봉건) | 조위의 초왕 222년 ~ 224년 | 후대 (불명) |

| 선대 (3년 전) 형제 조식 | 조위의 견성왕 226년 ~ 232년 | 후대 (불명) |

| 선대 (첫 봉건) | 조위의 패왕 232년 ~ 256년 정월 을사일 | 후대 아들 조위 |